# سباق الدراجات في ألعاب البحر الأبيض المتوسط 2022
عُقدت منافسة سباق الدراجات في ألعاب البحر الأبيض المتوسط 2022 في وهران الجزائرية، في الفترة من 30 يونيو إلى 2 يوليو 2022.

## جدول الميداليات
*   البلد المضيف (مضيف)
| المرتبة | فريق     | ذهبية | فضية | برونزية | المجموع |
| ------- | -------- | ----- | ---- | ------- | ------- |
| 1       | إيطاليا  | 2     | 0    | 0       | 2       |
| 2       | فرنسا    | 1     | 2    | 2       | 5       |
| 3       | البرتغال | 1     | 1    | 0       | 2       |
| 4       | سلوفينيا | 0     | 1    | 0       | 1       |
| 5       | إسبانيا  | 0     | 0    | 1       | 1       |
| 5       | صربيا    | 0     | 0    | 1       | 1       |
| المجموع | المجموع  | 4     | 4    | 4       | 12      |

## الحاصلون على الميداليات
| المنافسة                         | الذهبية                     | الذهبية    | الفضية                    | الفضية  | البرونزية                   | البرونزية  |
| -------------------------------- | --------------------------- | ---------- | ------------------------- | ------- | --------------------------- | ---------- |
| سباق الدراجات على الطريق - رجال  | Paul Penhoët · فرنسا        | 3h 12' 23" | Ewen Costiou · فرنسا      | + 0"    | Valentin Retailleau · فرنسا | + 5"       |
| سباق الزمن فردي - رجال           | رافاييل ريس · البرتغال      | 31' 28.28" | Enzo Paleni · فرنسا       | +49.27" | Ognjen Ilić · صربيا         | +50.75"    |
|                                  |                             |            |                           |         |                             |            |
| سباق الدراجات على الطريق - سيدات | باربرا جوارشي · إيطاليا     | 1h 58' 24" | Daniela Campos · البرتغال | + 0"    | ساندرا ألونسو · إسبانيا     | + 0"       |
| سباق الزمن فردي - سيدات          | Vittoria Guazzini · إيطاليا | 22' 24.40" | يوجينة بوجاك · سلوفينيا   | +49.80" | Cédrine Kerbaol · فرنسا     | +1' 28.37" |

## روابط خارجية
- 2022 Mediterranean Games – Cycling Road نسخة محفوظة 1 يوليو 2022 على موقع واي باك مشين.
- Results book